# Progress (Adiguèsia)
|  | Per a altres significats, vegeu «Progress». |

Progress - Прогресс (rus) - és un khútor, un poble de la República d'Adiguèsia, a Rússia. Es troba a 10 km a l'est de Guiaguínskaia i a 30 km al nord de Maikop, la capital de la república.